# トリニティ大学 (テキサス州)
トリニティ大学（英語: Trinity University）は、テキサス州サンアントニオに本部を置くアメリカ合衆国の私立大学。1869年創立、1869年大学設置。
同学はサンアントニオのダウンタウンの北約5kmに117エーカー（約473,000m2）のキャンパスを構えている。もともとは州北東部のテワカナで創立し、1902年にダラス南郊のワクサハチーに移転した後、1942年にメソジスト系のサンアントニオ大学が破綻すると、そのキャンパスを引き継ぐ形でサンアントニオに移転した。現在のキャンパスは1952年に完成したものである。
テキサス州有数の名門リベラルアーツカレッジである同学は、ティーチングアシスタントを置かず、学生対教授の比が9：1、平均クラスサイズが21人という少数精鋭制で学部教育に力を入れており、学部生は約2,400人に対し、大学院生は約200名である。同学は学部で42の専攻プログラムと57の副専攻プログラムを提供している。また、大学院では会計学、保健学、学校管理学、児童・生徒心理学、教員養成の5つの分野で修士の学位を授与している。同学はUSニューズ&ワールド・レポート誌の大学ランキングでは、西部の地方区の大学の中で1位という評価を受けている。